# Az ardenneki offenzíva emlékműve
Az ardenneki offenzíva emlékműve (Battle of the Bulge Memorial) az Arlingtoni Nemzeti Temetőben áll.
Amerikai Egyesült Államok Kongresszusa 2002-ben felhatalmazást adott egy emlékmű felállítására Arlingtonban, amely az ardenneki offenzívában harcoló amerikai katonák előtt tiszteleg. Az emlékművet 2006. május 8-án leplezték le. Az ünnepségen háromszáz veterán és hozzátartozója, valamint Guy Verhofstadt belga miniszterelnök és Octavie Modert luxemburgi kulturális miniszter vett részt. A timpanon alatt elhelyezett, kenotáfiumot idéző tömbre a következő szöveget vésték: Azoknak a második világháborús amerikai katonáknak, akik harcoltak az ardenneki offenzívában, az Amerikai Egyesült Államok Hadserege történetének legnagyobb csatájában. A talapzaton pedig ez olvasható: A bátorság diadala és A Belga Királyság és a Luxemburgi Nagyhercegség hálás népétől.

## Történelmi háttér
Az ardenneki offenzíva az utolsó nagy német ellentámadás volt a nyugati fronton, amely 1944. december 16-án indult az Ardennekben, Belgium és Luxemburg területén. Az amerikai csapatoknak súlyos emberáldozat, 19 ezer halott árán sikerült feltartóztatniuk a németeket. az ütközetet Winston Churchill  brit kormányfő „kétségtelenül a legnagyobb amerikai csatának” nevezte.